# Cueva los Carraos

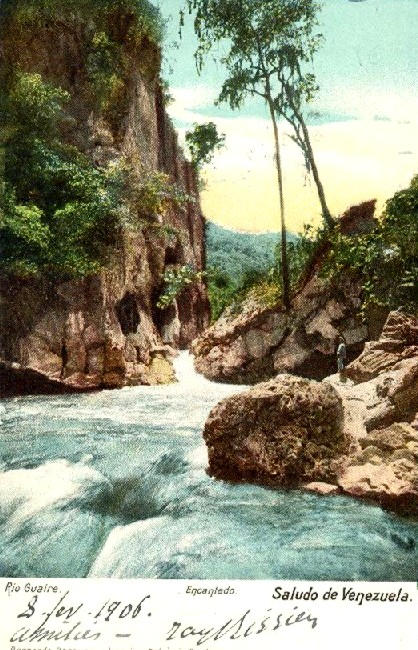
Postal de 1906 donde se aprecia Cañón del río Guaire también se observa la pared este del Peñón de las Guacas donde está la boca de la Cueva Los Carraos.

La Cueva los Carraos está localizada al sureste de la ciudad de Caracas, en el municipio El Hatillo del estado Miranda - Venezuela. La cueva está incorporada en el Catastro Espeleológico Nacional de Venezuela con las siglas Mi.14.

## Características de la cueva
La cueva se encuentra enclavada en la pared este del Peñón de las Guacas o de los Carraos, en el sector Los Naranjos al este de la Urbanización La Lagunita, se encuentra enclavada en mármoles de la Fase Zenda de la Formación Las Brisas del Jurásico Tardío y presenta afloramientos cársticos. La boca de la cueva es encuentra en la cara este del Peñón de las Guacas abierta hacia el Cañón del río Guaire, para esta cueva se ha señalando la existencia de murciélagos insectívoros de géneros Natalus y Myotis comunes en la zona así como en la Cueva Zuloaga localizada en el mismo peñón, adicionalmente también se han encontrado restos subfosilizados del murciélago Tadarida aurispinosa. Otra especie que se ha señalado como extinta en esta cueva son los guacharos (Steatornis caripensis).
La cueva los Carraos se encuentra en una zona de interés histórico y ecoturístico del  Municipio El Hatillo ya que en el peñón de las Guacas donde se localiza se encuentran otros sitios de interés como son la Cueva Zuloaga la más larga de la región capital,  también se encuentra  la  Estación El Encantado  fundada por el Ingeniero venezolano Ricardo Zuloaga y la cual fue la primera planta hidroeléctrica de Venezuela y de Latinoamérica y con la cual se inició la electrificación de la ciudad de Caracas en el año 1897.